# Pandemia di COVID-19 a Gibuti
Il primo caso della pandemia di COVID-19 a Gibuti è stato confermato il 14 marzo 2020.

## Antefatti
Il 12 gennaio 2020, l'Organizzazione mondiale della sanità (OMS) ha confermato che un nuovo coronavirus era la causa di una nuova infezione polmonare che aveva colpito diversi abitanti della città di Wuhan, nella provincia cinese dell'Hubei, il cui caso era stato portato all'attenzione dell'OMS il 31 dicembre 2019.
Sebbene nel tempo il tasso di mortalità del COVID-19 si sia rivelato decisamente più basso di quello dell'epidemia di SARS che aveva imperversato nel 2003, la trasmissione del virus SARS-CoV-2, alla base del COVID-19, è risultata essere molto più ampia di quella del precedente virus del 2003, ed ha portato a un numero totale di morti molto più elevato.
Il 5 maggio 2023, l'Organizzazione mondiale della sanità dichiara ufficialmente la fine della pandemia.

## Cronologia

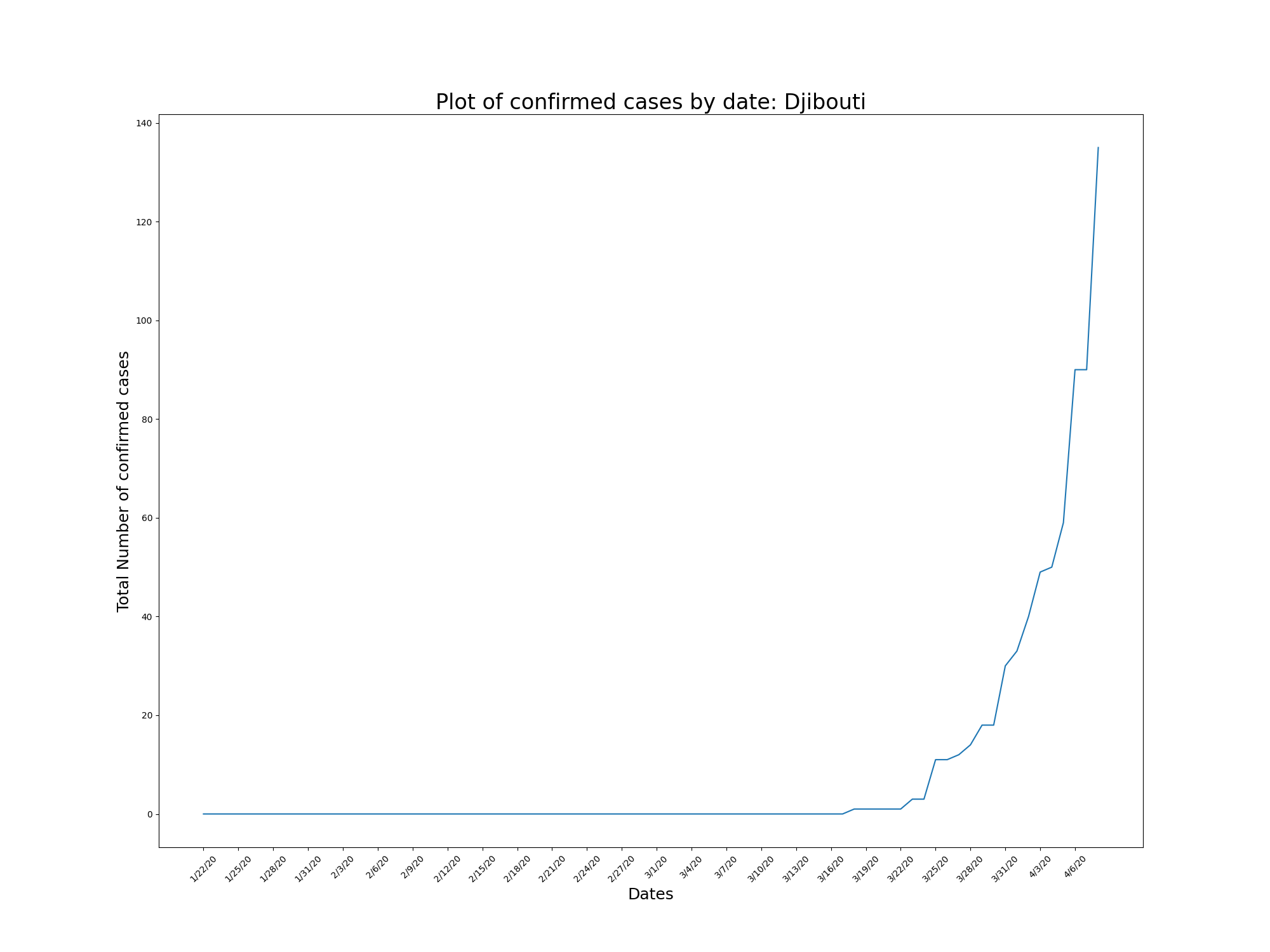
Il numero dei nuovi casi a Gibuti dall'inizio della pandemia al 4 aprile 2020.

### Marzo 2020
Il 18 marzo è stato confermato il primo caso di COVID-19 a Gibuti, si trattava di un membro delle forze speciali spagnole che era arrivato il 14 marzo per l'operazione Atalanta e si è rivelato positivo il 17 marzo. Il soldato infetto non ebbe contatti con la popolazione locale, e la Spagna annunciò che la squadra sarebbe stata rimpatriata. Un appaltatore che lavorava per il Dipartimento della Difesa degli Stati Uniti a Camp Lemonnier, la più grande e unica base militare permanente degli Stati Uniti a Gibuti, è risultato positivo alla COVID-19. Alla fine di marzo risultavano nel paese un totale di 30 casi confermati.

### Aprile 2020
Il 2 aprile, la Banca mondiale ha approvato un finanziamento di emergenza di 5 milioni di dollari per Gibuti nell'ambito del progetto di risposta al COVID-19. Il 5 aprile, il numero di casi confermati era salito a 59.
Il 9 aprile, Gibuti ha registrato la sua prima morte per coronavirus. C'erano 140 persone infette da COVID-19, mentre 28 persone erano guarite. Il 23 aprile, l'esercito americano a Gibuti ha dichiarato l'emergenza per la salute pubblica. Un secondo caso a Camp Lemonnier è stato confermato alla fine di aprile.  Questo secondo caso ha portato ad un blocco indefinito.

### Maggio 2020
L'8 maggio la nazione uscì dal periodo di confinamento. Nel mese di maggio sono stati registrati 2265 nuovi casi, portando il numero totale dei casi a 3354. Il numero dei morti è salito a 24, mentre il numero dei guariti è aumentato da 862 a 1504, lasciando che alla fine del mese ci fossero solo 1826 casi attivi nel paese.

### Estate 2020
Nel mese di giugno vennero registrati 2265 nuovi casi, portando il numero totale dei casi a 4682. Il numero dei morti salì a 54. Il numero dei guariti aumentò da 3020 a 4524.
Nel mese di luglio il numero dei nuovi casi arrivò a 399, per un totale di 5081 casi confermati dall'inizio della pandemia. Vi furono quattro morti. Il numero dei pazienti guariti aumentò fino a 4996, lasciando 27 casi attivi alla fine del mese (74% in meno rispetto alla fine di giugno).
Nel mese di agosto i nuovi casi furono 306, per un totale di 5387 casi confermati dall'inizio della pandemia. Vi furono due nuovi morti, per un totale di 60. Alla fine del mese c'erano 4 casi attivi.

### Autunno 2020
Dal primo all'11 settembre non furono registrati nuovi casi. Dopo l'11 settembre vennero registrati 29 nuovi casi ed una sola morte da COVID-19. Alla fine del mese il numero dei casi attivi era salito a 11.
Nel mese di ottobre il numero dei nuovi casi arrivò a 145, portando a 5561 casi in totale. Non vi furono morti ed il numero dei guariti salì a 5441, lasciando 59 casi attivi alla fine del mese.
Nel mese di novembre vennero registrati 116 nuovi casi, portando il numero totale dei casi confermati a 5677. Non vi furono morti ed il numero dei guariti salì a 5582, lasciando 34 casi attivi nel paese.

### Dicembre 2020
Nel mese di dicembre vennero registrati 154 nuovi casi, per un totale di 5831 casi confermati. Non vi furono morti ed il numero dei guariti salì a 5728, lasciando 42 casi attivi alla fine del mese.

### Gennaio 2021
Nel mese di gennaio del 2021 il numero dei nuovi casi registrati arrivò a 1010, portando il numero totale dei casi a 5932. Il numero dei morti salì a 63. Il numero dei guariti salì a 5845, lasciando 42 casi attivi nel paese alla fine del mese.

### Febbraio 2021
Nel mese di febbraio vennero registrati 134 nuovi casi, portando il numero totale a 6066. Non vi furono morti ed il numero dei guariti salì a 5897, lasciando 106 casi attivi alla fine del paese.

### Marzo 2021
Il 18 marzo 2021 arrivarono nel paese le prime dosi del vaccino contro il SARS-CoV-2 sviluppato dall'azienda cinese Sinovac Biotech.

## Risposta del governo
Il 15 marzo, Gibuti ha annunciato che tutti i voli passeggeri commerciali sarebbero stati sospesi a partire dal 18 marzo. Anche i treni sono stati fermati il 20 marzo. L'Organizzazione mondiale della sanità ha fornito dispositivi di protezione individuale a Gibuti. Il governo ha annunciato la chiusura di tutte le scuole e tutti i luoghi di culto rispettivamente dal 19 e al 22 marzo.  Un blocco a livello nazionale fu annunciato per la prima volta il 23 marzo e progressivamente esteso fino all'8 maggio.